# Marquard & Bahls
Marquard & Bahls est une entreprise allemande de commerce, de stockage et de transports de produits énergétiques, essentiellement du pétrole. Elle détient l'entreprise Mabanaft